# Platja d'Aiguadolç (Cadaqués)
La platja d'Aiguadolç és una diminuta platja natural del municipi de Cadaqués (Alt Empordà) situada a la badia de Cadaqués, al sud de la població, dins del Parc Natural del Cap de Creus. Està orientada a l'est. S'hi accedeix des del camí que porta al far de Calanans, baixant camp a través fins al rec d'Aiguadolç, que desemboca a la platja.
El nom prové d'una font natural que hi havia a la platja, de la que hi ha constància que era utilitzada pels habitants de Cadaqués i pels pirates.